# Công viên Gappo
Công viên Gappo (合浦公園 Gappo kōen) là một công viên đô thị trong lòng thành phố Aomori, Nhật Bản. Tọa lạc ở phần phía đông của thành phố, nét đặc trưng của công viên bao gồm bãi tắm bên bờ vịnh Aomori, vô số cây cảnh khác nhau cùng sân bóng chày Aomori.

## Mô tả

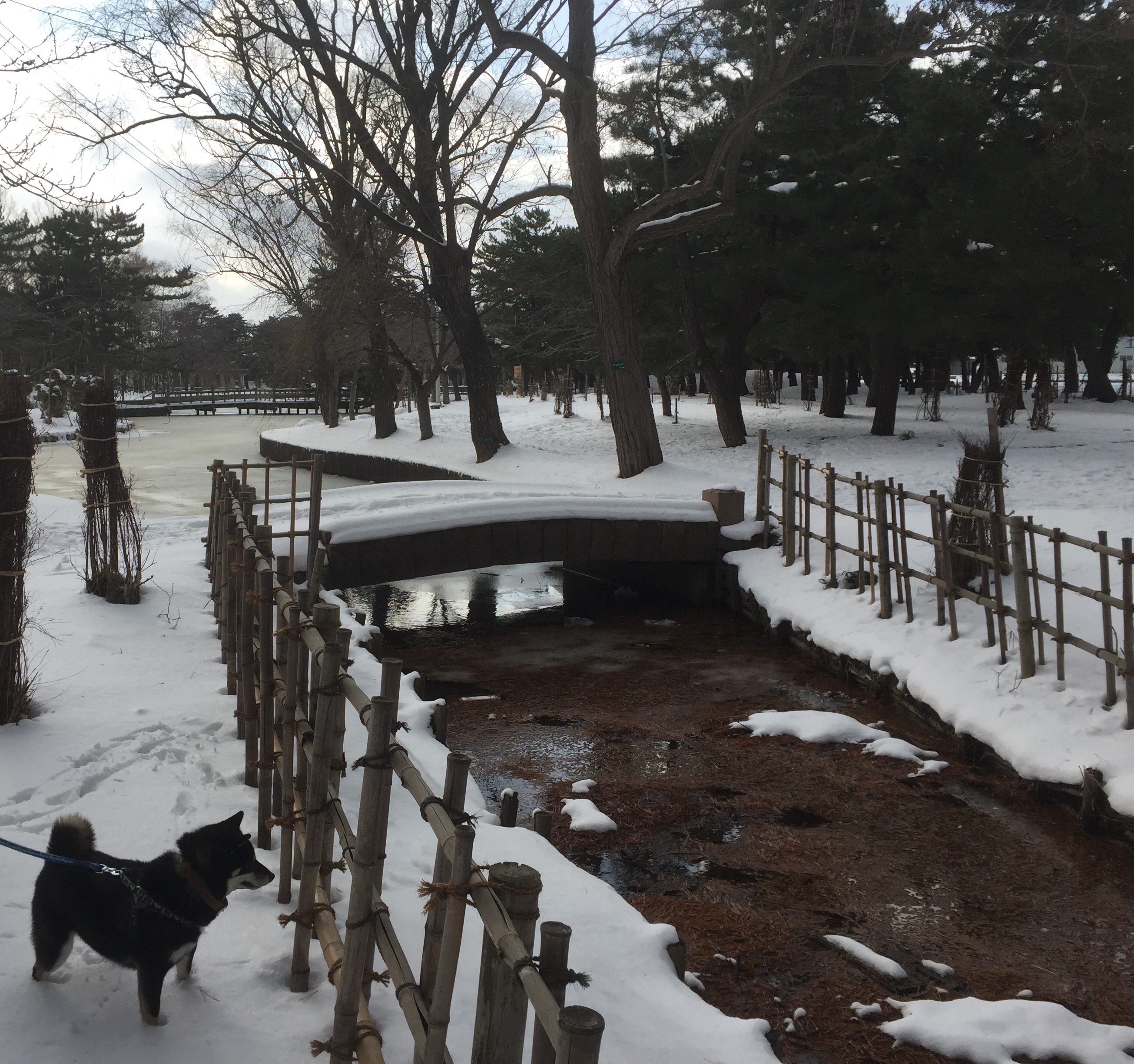
Khu rừng của công viên Gappo vào mùa đông.

Biên giới phía bắc của công viên là vịnh Aomori. Trên bãi biển dọc bờ vịnh là một bãi tắm công cộng. Phía đông là con đường ngăn cách công viên với khu phố Tsukurimichi. Ranh giới phía nam của công viên được bao quanh bởi các cửa hàng và một đền thờ trong khu phố Gappo. Quốc lộ 4 nằm ngay bên ngoài ranh giới phía nam này. Các tòa nhà công cộng nằm ở phía tây của công viên.

### Thiết kế và bố trí
Công viên náu mình quanh một cây thông đen 400 năm tuổi mọc lên dọc theo con đường có từ thời Edo (đường Ōshū Kaidō). Cây thông nằm ở gốc tọa độ trên con đường rộng lát đá hướng về phía các ranh giới của công viên. Công viên duy trì tuyến đường từ đông sang tây này cũng như các điểm đánh dấu ranh giới của nó.
Nhiều cây thông nhỏ nằm dọc lối đi lát đá của công viên. Những cây này được trồng làm đài tưởng niệm thương vong của Nhật Bản trong Chiến tranh Trung-Nhật đầu tiên.
Công viên cũng bao gồm một sở thú nhỏ, không gian sân chơi, sân tennis, sân chạy bộ cùng một gian hàng trà. Công viên cũng có đến 670 cây anh đào Yoshino, giúp cho nó trở thành một địa điểm nổi danh cho việc ngắm hoa.

## Lịch sử
Công viên được thiết kế bởi cựu người làm vườn chính thức của Lãnh địa Hirosaki, Eisaku Mizuhara và anh trai Mijuro Kakizaki vào năm 1881. Vùng đất mà họ xây dựng công viên là địa điểm mà con đường cổ Ōshū Kaidō chạy qua từ thời Edo và là vùng đất riêng của Eisaku. Năm 1885, Eisaku chết vì karoshi (chết vì làm việc quá sức) khi xây dựng công viên, sau đó Mijuro đảm trách hoàn toàn việc xây dựng. Năm 1890, Mijuro gặp phải khó khăn về mặt tài chính vào vì vậy thị trấn Aomori khi đó đã quyên góp một khoản trợ cấp để giúp hoàn thành công viên với mục tiêu cuối cùng là xây dựng một khu vực công cộng. Đúng như lời hứa, năm 1895 công viên chính thức được đặt tên là Công viên Aomori và trao tặng cho chính quyền Aomori, chính thức trở thành công viên công cộng đầu tiên ở tỉnh Aomori. Nó được đổi tên thành Công viên Gappo vào năm 1901 khi công viên được mở rộng ra bãi biển.
Dịch vụ xe lửa đến công viên bắt đầu vào ngày 15 tháng 1 năm 1924 với việc thành lập Ga Namiuchi. Phương tiện giao thông công cộng duy nhất đến khu vực ngày nay là Xe buýt Thành phố Aomori kể từ khi Tuyến chính Tōhoku được đưa ra khỏi công viên vào năm 1968.
Sau Chiến tranh thế giới thứ hai, công viên đã bị Quân đội Hoa Kỳ chiếm đóng cho đến khi nó được bàn giao trở lại vào năm 1954.